# 馬丁·凱默爾
馬丁·凱默爾（Martin Kaymer，1984年12月28日—）是一位德國職業高爾夫球選手。出生於德國的杜塞道夫。於2005年轉為職業球員。目前主要參加歐洲巡迴賽。目前的世界排名是第37位。他是首位獲得BMW公開賽冠軍的德國本土選手。2010年，他獲得了PGA錦標賽的冠軍。

## 外部連結
- 歐洲巡迴賽網站上的介紹